# روي كامبل
روي كامبل (بالإنجليزية: Roy Campbell) هو كاتب وشاعر جنوب أفريقي، ولد في 2 أكتوبر 1901 في ديربان في جنوب أفريقيا، وتوفي في 22 أبريل 1957 في سيتوبال في البرتغال بسبب حادث مرور.

## وصلات خارجية
- روي كامبل على موقع الموسوعة البريطانية (الإنجليزية)
- روي كامبل على موقع ميوزك برينز (الإنجليزية)